# Ferruccio Magnani
(Volantino del comando della 7ª brigata GAP del 27 dicembre 1944 che annuncia la sua morte)
Ferruccio Magnani, nome di battaglia "Giacomo", (Bologna, 20 gennaio 1909 – Bologna, 5 dicembre 1944), è stato un antifascista e partigiano italiano, dirigente bolognese del PCI nel periodo fascista.
Per la sua appartenenza politica scontò diversi periodi in carcere, nel 1937 venne indagato e trascorse un periodo di 40 giorni in carcere ma visto che non emerse nulla a suo carico dovette essere rilasciato. Nel gennaio 1938 fu di nuovo arrestato assieme a una cinquantina di antifascisti bolognesi e deferito al Tribunale speciale per "organizzazione comunista". Nel rapporto della polizia si legge che "Sfruttava, ai fini della propaganda comunista, il metodo così detto dell'attività legale, cercava, cioè, di dilatare i malumori per la disoccupazione, di far sorgere discussioni e reazioni apparentemente leciti, di esercitare azione disgregativa e di sfruttare tutto quanto sotto l'aspetto apparentemente legale potesse servire ai fini di partito".
Nel novembre 1938 fu condannato a 8 anni di carcere per "costituzione del PCI, appartenenza allo stesso e propaganda", periodo che scontò nelle carceri di Bologna, Roma, Civitavecchia e Spoleto.
Dopo la caduta del regime, nell'agosto 1944 entrò in clandestinità e venne incaricato dal PCI di assumere la funzione di commissario politico della Brigata Partigiana Stella Rossa (estate - ottobre 1944), della Brigata Bolero (ottobre - novembre 1944) e della 7ª brigata GAP "Gianni Garibaldi" (novembre 1944 - 5 dicembre 1944).
Con la 7ª brigata GAP prese parte alla Battaglia di Porta Lame, capitanando il gruppo distaccato presso l'Ospedale Maggiore.
Il 5 dicembre 1944, fu riconosciuto da alcuni fascisti e ferito. Trasportato all'Ospedale Sant'Orsola vi morì lo stesso giorno per ferite al torace e all'addome. La notizia della sua morte venne data da un volantino del comando della 7ª brigata GAP "Gianni Garibaldi" in data 27 dicembre 1944.

## Riconoscimenti
Il suo nome venne dato alla 6ª brigata di città e a un battaglione della Prima Brigata Garibaldi "Irma Bandiera". Riconosciuto partigiano, con il grado di tenente colonnello, dal 10 settembre 1943 al 5 dicembre 1944. In suo onore venne intitolata una strada e una sezione del Partito Comunista Italiano di Bologna.

## Galleria d'immagini

Nel periodo del servizio militare
Con la moglie